# كريستيان أندريزن
كريستيان أندريزن هو لاعب كرة قدم دنماركي، ولد في 18 مايو 1988 في آلبورغ في الدنمارك. لعب مع نادي توركو ونادي راندرس.

## وصلات خارجية
- كريستيان أندريزن على موقع قاعدة بيانات كرة القدم.إي يو (الإنجليزية)
- كريستيان أندريزن على موقع Soccerway.com (الإنجليزية)